# 江苏水库列表
截止至2007年，中华人民共和国江苏省共有大型水库8座，按库容量依次为洪泽湖、骆马湖、石梁河水库、小塔山水库、大溪水库、安峰山水库、横山水库、沙河水库。
根据中华人民共和国水利部发布的《中国水库名称代码》（中华人民共和国行业标准SL259-2000）将江苏省所有大型水库及中型水库按地级市列表如下：

## 大型水库
| 水库       | 水系         | 总库容 | 位置           |
| ---------- | ------------ | ------ | -------------- |
| 洪泽湖     |              | 135.00 |                |
| 骆马湖     |              | 19.00  |                |
| 石梁河水库 | 新沭河       | 5.31   | 东海县、赣榆县 |
| 小塔山水库 | 青口河       | 2.82   | 赣榆县         |
| 大溪水库   | 南河、大溪河 | 1.71   | 溧阳市         |
| 安峰山水库 | 蔷薇河       | 1.22   | 东海县         |
| 横山水库   | 至溪         | 1.12   | 宜兴市         |
| 沙河水库   | 戴溪河       | 1.09   | 溧阳市         |

## 南京市
- 龙墩河水库 高淳区漆桥镇
- 金牛山水库 六合区八百镇
- 大河桥水库 六合区泉水镇
- 大泉水库 六合区泉水镇
- 山湖水库 六合区乌石镇
- 方便水库 溧水区东屏镇
- 中山水库 溧水区东芦镇
- 卧龙山水库 溧水区群力镇
- 老鸦坝水库 溧水区白马镇
- 赭山头水库 溧水区云合镇
- 姚家水库 溧水区晶桥镇
- 赵村水库 江宁区横溪镇

## 无锡市
- 横山水库 宜兴市横山乡

## 常州市
- 沙河水库 溧阳市沙河乡
- 前宋水库 溧阳市周城乡
- 大溪水库 溧阳市大溪乡
- 塘马水库 溧阳市后周乡
- 茅东水库 金坛市薛埠乡

## 镇江市
- 北山水库 句容市大卓镇
- 句容水库 句容市华阳镇
- 二圣桥水库 句容市二圣镇
- 茅山水库 句容市茅西镇
- 墓东水库 句容市春城乡
- 仑山水库 句容市
- 凌塘水库 丹徒区上党乡

## 扬州市
- 月塘水库 仪征市月塘镇

## 连云港市
- 贺庄水库 东海县
- 大石埠水库 东海县
- 房山水库 东海县
- 石梁河水库 东海县
- 横沟水库 东海县
- 昌梨水库 东海县
- 西双湖水库 东海县
- 安峰山水库 东海县
- 八条路水库 赣榆县
- 小塔山水库 赣榆县

## 徐州市
- 云龙湖水库 徐州市
- 庆安水库 睢宁县
- 阿湖水库 新沂市
- 高塘水库 新沂市
- 崔贺庄水库 铜山县

## 淮安市
- 桂五水库 盱眙县
- 山洪水库 盱眙县
- 龙王山水库 盱眙县
- 红旗水库 盱眙县
- 化农水库 盱眙县